# Альбрехт I из Штернберка
Альбрехт I из Штернберка (чеш. Albrecht I. ze Šternberka; ум. в 1299 году) — средневековый моравский дворянин из панского рода Штернберков, родоначальник моравской ветви рода. Достроил моравский замок Штернберк, заложенный его отцом Здеславом II из Штернберка, и основал город Штернберк.

## Происхождение
Альбрехт I из Штернберка был старшим сыном чешско-моравского пана Здеслава II из Штернберка, родоначальника рода Штернберков, и его супруги (имя которой не сохранилось), происходившей из города Майсена. После смерти отца Альбрехт унаследовал его моравские владения с резиденцией в замке Штернберк, основанном Здеславом к северу от Оломоуца.

## Развитие Штернберкского панства

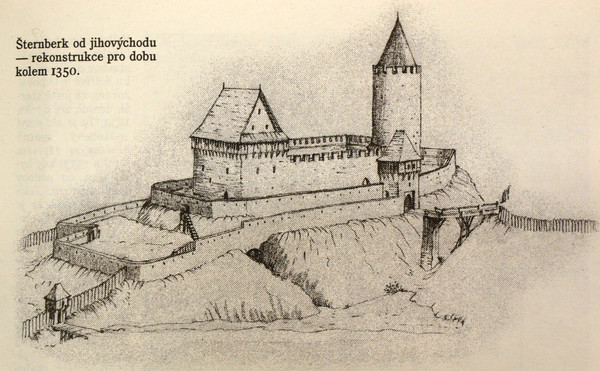
Реконструкция моравского замка Штернберк по состоянию на 1350 год

Очевидно, замок Штернберк был достроен Альбрехтом к 1269 году, поскольку именно к этому году относится первое письменное упоминание о замке. Вскоре вокруг своей резиденции Альбрехт основал и развил одноимённый с замком город. Город Штернберк впервые упоминается в грамоте Альбрехта, датированной 1296 годом (этой грамотой Альбрехт дарует ряд имений приходскому костёлу Святого Георгия «in civitate Sternberch» — в городе Штернберк). В Штернберкском панстве Альбрехт развивал железные рудники и строил металлургические мастерские, а также активно расширял границы панства, зачастую в ущерб своим соседям, и успешно колонизировал неосвоенные территории.
Основные земельные споры у Альбрехта I происходили с Градиским монастырём, епископом Оломоуца и Тевтонским орденом. Собственно первое письменное упоминание замка Штернберк относится к грамоте короля Пршемысла Отакара II 1269 года, в которой разрешался земельный спор между Альбрехтом из Штернберка и аббатом Градиского монастыря относительно леса у Домашова-над-Бистршици, где располагались карьеры по добыче камней для производства жерновов и железные плавильни. Этой грамотой король решил спор в пользу пана из Штернберка и установил чёткую границу между его панством и владениями Градиского монастыря.
Во время борьбы за власть, начавшейся после смерти короля Пршемысла Отакара II в 1278 году, Альбрехт I из Штернберка активизировал свою деятельность по захвату владений своих соседей: ему удалось присвоить обширные земли у реки Бистршице и на границе с Опавским княжеством. Согласно источникам, до 1280 года Альбрехт «…здесь губил имущество епископства Оломоуцкого и монастыря Градиского», за что оломоуцкий епископ Бруно фон Шауэнбург отлучил его от церкви. Вскоре Альбрехт из Штернберка серьёзно занемог и угроза близкой смерти изменила его поведение. 9 января 1281 года в замке Штернберк Альбрехт выдал грамоту, в которой пообещал епископу и градискому аббату возместить причинённый им ущерб церковному имуществу, для чего передал им в залог на три года свои имения стоимостью 100 гривен. Своё покаяние Альбрехт подтвердил присягой на распятии. В 1283 году Альбрехту пришлось уступить Тевтонскому ордену гору Рудни и лес Лабушка на границе с Опавским княжеством. В то же время Альбрехт даровал две деревни оломоуцкому костёлу Святого Вацлава.

## На службе в Моравском маркграфстве
Альбрехт из Штернберка принадлежал к виднейшим аристократам Моравского маркграфства и достиг важнейших должностей на службе у маркграфа: в 1286—1287 годах он упоминается как бургграф королевского Оломоуцкого замка, а в 1296—1298 годах — в должности коморника Оломоуцкого земского суда.

## Семья
В источниках не сохранилось ни имя, ни происхождение супруги Альбрехта I из Штернберка. Известно о двух сыновьях Альбрехта. Старший сын Альбрехт II (впервые упоминается в 1295 году) унаследовал Штернберкское панство, младший — Здеслав Старший из Штернберка (ум. в 1322/23 году) приобрёл владения на юго-востоке Моравии и дослужился до должности Высочайшего коморника Моравского маркграфства.